# باشگاه فوتبال السکه الحدید
باشگاه فوتبال السکه الحدید (عربی: نادي السكة الحديد للألعاب الرياضية) یک باشگاه فوتبال در شهر قاهره، مصر است.
این باشگاه که در سال ۱۹۰۳ میلادی تاسیس شده سابقه یک قهرمانی در جام سلطان حسین ۱۹۲۴ را در کارنامه دارد.